# توکوگاوا ناریتاکه
توکوگاوا ناریتاکه (به ژاپنی: 徳川 斉荘 Tokugawa Naritaka); ۱۴ ژوئیهٔ ۱۸۱۰ – ۸ اوت ۱۸۴۵) سامورایی، دایمیو پسر یازدهمین شوگون توکوگاوا ایه‌ناری اهل ژاپن بود.